# 梵蒂冈死刑制度
1929年至1969年间，死刑在梵蒂冈城是合法的，只适用于企图暗杀教皇的行为，但从未在梵蒂冈实行过。在教皇国时期，死刑在教皇国其他地方执行。

## 背景

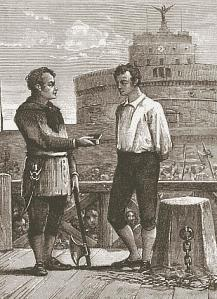
乔瓦尼·巴蒂斯塔·布加迪，1796年至1865年间教皇国的刽子手，执行了516次死刑(布加迪被拍到在圣安杰洛城堡前向一名死囚献鼻烟)。

死刑得到早期天主教神学家的支持，尽管其中一些人，如盎博罗削，鼓励神职人员不宣布或执行死刑。圣奥古斯丁以根植于《上帝之城》第一条戒律来回应废死者。奥古斯丁的论点就是这样的:“既然权力的代理人只是(上帝)手中的一把剑，那么对于国家权力的代表而言，将罪犯处死，这丝毫不违反‘汝不得杀人’的戒律。”托马斯·阿奎那和邓斯·司各脱认为民事当局执行死刑是有圣经支持的。
意诺增爵三世要求彼得·瓦勒度和瓦勒度派接受“世俗权力可以不犯致命的罪，行使血的审判，只要它以公正，而不是出于仇恨，谨慎，而不是沉淀的惩罚”作为与教会和解的先决条件。 从中世纪到现代，罗马教廷授权宗教法庭将异教徒移交给世俗当局执行死刑，教皇国家对各种罪行执行死刑。
《罗马教义问答》（1566年）编纂了这样一种教义，即上帝已将生与死的权力托付给公民当局。 教会圣师罗伯·白敏和阿尔丰索斯·利古利，以及现代神学家弗朗西斯科·维多利亚、托马斯·莫尔和弗朗西斯科·苏亚雷斯延续了这一传统；教皇庇护十二世向医学专家发出了这方面的命令。

## 法令的历史
1929年的《拉特兰条约》比照了同时代的意大利法典（关于企图暗杀意大利国王），规定对任何企图在梵蒂冈城暗杀教皇的人处以死刑。《拉特兰条约》第8条规定:
|  | 意大利认为，最高教皇的人身是神圣不可侵犯的，因此宣布，任何企图攻击他本人或煽动进行这种企图的行为都应受到与企图和煽动对国王本人进行同样的行为同样的惩罚。凡在意大利境内对最高教皇本人的冒犯或公开侮辱，无论是通过言论、行为或著作，均应与对国王本人的冒犯和侮辱受到同样的惩罚。 |

在法令颁布期间，梵蒂冈城内没有暗杀教皇的企图。 1981年，一名名叫莫梅特·阿里·阿加的土耳其男子企图暗杀教皇约翰·保罗二世，此时该条约已不再生效。不过，他是在意大利法庭受审，而不是在梵蒂冈。

## 废除
在梵二会议结束四年后，教皇保禄六世于1969年将死刑法规连同其他修改从梵蒂冈城的“基本法”中删除，只是在1969年8月以拉丁文出版的《宪报》上宣布了这项修改。 直到1971年1月，当记者指责保禄六世批评西班牙和苏联的死刑计划时，这个变化才引起公众的注意。